# Consiglio dei torbidi

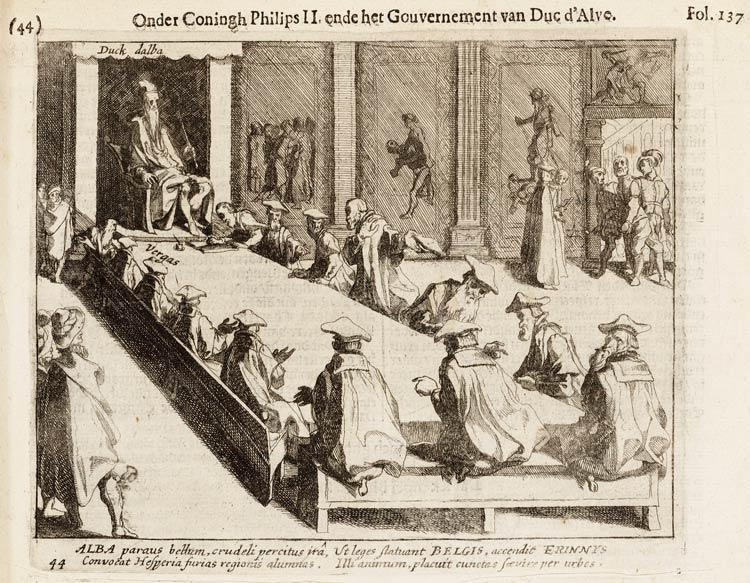
Il duca d'Alba presiede il Consiglio dei Torbidi

Il Consiglio dei torbidi (in olandese: Raad van Beroerten; in spagnolo: Tribunal de los Tumultos; in francese: Conseil des Troubles) era un tribunale speciale istituito il 9 settembre 1567 da Fernando Álvarez de Toledo, terzo duca d'Alba, governatore generale dei Paesi Bassi asburgici, su ordine di Filippo II di Spagna, per punire i leader dei "torbidi" politici e religiosi nei Paesi Bassi. A causa delle molte sentenze di morte pronunciate, il Consiglio fu chiamato anche Tribunale di sangue (Bloedraad in olandese e Conseil de Sang in francese). Il tribunale fu abolito dal successore del duca d'Alba, Luis de Zúñiga y Requesens, il 7 giugno 1574, in cambio di un sussidio versato dagli Stati Generali dei Paesi Bassi, ma in pratica rimase in funzione fino alla rivolta popolare scoppiata a Bruxelles nell'estate del 1576.

## Antefatto
Durante gli ultimi due anni della reggenza di Margherita d'Austria nei Paesi Bassi asburgici, circostanze politiche (scontento dell'alta nobiltà per il loro ruolo sminuito nei consigli di stato), religiose (scontento per la persecuzione degli eretici e la riforma dell'organizzazione della Chiesa cattolica nei Paesi Bassi, specialmente la formazione di nuove diocesi) ed economiche (una carestia nel 1565) provocarono una serie di eventi politici e sociali che scossero le fondamenta del regime. Una lega di nobili (soprattutto membri della bassa nobiltà) protestò contro la severità della persecuzione degli eretici con una petizione alla reggente, che concesse temporaneamente quanto essi chiedevano. Questo può aver incoraggiato i calvinisti del paese a imitare la furia iconoclasta (Beeldenstorm) contro le chiese cattoliche che era già scoppiata in Francia nell'estate del 1566.
La Beeldenstorm fu subito repressa dalle autorità e le concessioni fatte ai calvinisti furono revocate, ma questi "torbidi" disturbarono la corte di Madrid tanto da determinare Filippo II a inviare il suo fido comandante, il duca d'Alba, con un esercito di mercenari spagnoli a "restaurare l'ordine" nei Paesi Bassi. Quando arrivò il "duca di ferro", le prime misure da lui adottate offesero al tal punto la reggente che Margherita d'Austria si dimise, per protesta, all'inizio del settembre 1567: "il celeberrimo processo ai Conti di Egmont e Horn, che fino a poco tempo prima erano stati considerati degli interlocutori legittimi, e come tali trattati e ricevuti a corte", si inseriva nella scelta del duca d’Alba di fare "terra bruciata con i settori moderati legati a Margherita e in pratica di rompere con la piccola nobiltà protestante".

## Storia del Consiglio dei torbidi

### Decreto istitutivo del Consiglio
Una di queste misure fu la promulgazione di un decreto il 9 settembre 1567, che istituiva un consiglio per investigare e punire gli eventi sopra descritti. Solo in seguito fu chiamato "Consiglio dei torbidi", perché all'inizio si presentò come un consiglio consultivo, simile ai tre consigli asburgici collaterali (Consiglio di stato, Consiglio privato e Consiglio delle finanze) e all'Alta Corte di Malines. Comunque, il nuovo consiglio sostituiva i consigli preesistenti per questo scopo specifico (punizione dei ribelli) e ignorava i privilegi giudiziari garantiti da antichi documenti. Questo urtava la coscienza costituzionale della reggente e irritava i politici olandesi, causando lo scontento che portò allo scoppio della rivolta olandese. Inizialmente il consiglio era composto dal duca stesso (presidente), assistito da due nobili olandesi di alto lignaggio, Charles de Berlaymont (a quanto pare l'autore dell'epiteto Geuzen e Philippe de Noircarmes (vice-presidenti). I membri del consiglio erano prominenti giuristi reclutati nei Consigli delle province, come Adrianus Nicolai (cancelliere di Guelders), Jacob Meertens (presidente del consiglio di Artois), Pieter Asset, Jacob Hessels (consigliere di Gand) e il suo collega Johan de la Porte (avvocato-fiscale delle Fiandre). Jean du Bois, procuratore generale presso l'Alta Corte, era il procuratore capo.
I membri più importanti, comunque, erano due spagnoli che il duca d'Alba aveva portato con sé dalla Spagna: Juan de Vargas e Luis del Rio. Jacques de la Torre (un segretario del Consiglio privato) fu il primo segretario del nuovo consiglio. Solo questi membri spagnoli avevano il diritto di votare nei verdetti Vargas svolse, informalmente, un ruolo di guida all'interno del consiglio, preparando l'ordine del giorno ed esaminando i verdetti prima che fossero presentati al governatore generale per il dispositivo finale.

### Organizzazione e procedura
All'inizio il Consiglio fungeva da consiglio consultivo del duca d'Alba, il quale decideva i verdetti personalmente. Ma questo non fu più possibile quando il numero di casi crebbe a dismisura, negli anni che seguirono ai primi clamorosi processi. Pertanto nel 1569 il duca d'Alba istituì due Camere civili e due penali e allargò notevolmente il numero dei consiglieri, mentre contemporaneamente sostituiva alcuni consiglieri (come il borgognone Claude Belin), che si erano dimostrati troppo indipendenti. Il più importante dei nuovi membri fu il nuovo segretario, Jeronimo de Roda, a cui fu attribuito lo stesso potere di Vargas e Del Rio.
I casi penali erano assegnati alle due camere penali su base regionale. Le camere civili erano incaricate di esaminare i ricorsi contro le confische di beni materiali che di solito accompagnavano le condanne a morte o all'esilio perpetuo. La gestione delle proprietà confiscate era un altro importante compito delle camere civili. Ciononostante la quantità dei casi era talmente elevata che al momento dell'abolizione formale del Consiglio ben 14.000 casi erano ancora pendenti.
Oltre a esercitare le sue funzioni giudiziarie, il Consiglio ebbe anche un importante ruolo consultivo nel tentativo di codificazione del diritto penale che il governo del duca d'Alba fece all'inizio degli anni settanta del 1500. Ma, a causa dell'allargarsi della rivolta, questo lodevole tentativo non portò a nulla di fatto.
Dopo il periodo iniziale, piuttosto caotico, la procedura seguita dai processi era che tutte le corti penali dovevano riportare i casi di competenza del Consiglio (eresia e tradimento) al Consiglio stesso. In base all'importanza del caso, il Consiglio doveva passare il caso alla corte inferiore, oppure assumerlo direttamente. Quando il caso era inviato alla corte inferiore, la decisione era presa dal Consiglio stesso, oppure la corte inferiore riceveva istruzioni sulla sentenza che doveva pronunciare.
Il governo inviava commissari nelle province in cerca di eretici e soggetti politici indesiderabili. Quei commissari erano un'importante fonte di casi e funzionavano come sezioni provinciali del consiglio centrale di Bruxelles.
I processi erano celebrati completamente per iscritto. Si redigevano atti d'accusa scritti a cui gli accusati dovevano rispondere per iscritto. Anche i verdetti erano scritti.
Di solito i verdetti erano basati sull'accusa di lesa maestà (crimen laesae majestatis) o di alto tradimento. Questo era un crimine ben fondato nel diritto romano, ancora applicato a quei tempi nei Paesi Bassi, ma il contenuto preciso era nebuloso. I consiglieri (e lo stesso duca d'Alba) seguivano procedure che agli occhi dei contemporanei sembrano puramente arbitrarie, essendo guidate solo da istruzioni verbali.

## Casi famosi
I casi più famosi furono i processi che colpirono l'élite politica dei Paesi Bassi. Alla fine del 1567 il duca d'Alba incriminò diversi membri del precedente Consiglio di stato. Molti accusati (come Guglielmo d'Orange) erano scappati all'estero ma due membri importanti, Lamoral, conte di Egmont e Philip de Montmorency, conte di Horn, furono arrestati nel dicembre del 1567. Nonostante il fatto che essi appartenessero all'Ordine del Toson d'oro e rivendicassero il privilegio di essere giudicati dai loro pari, Filippo negò loro tale privilegio. Il Consiglio dei Torbidi li processò e condannò a morte ed essi furono giustiziati il 5 gennaio 1568.
Ma queste furono solo le vittime più famose. Secondo lo storico Jonathan Israel, 8950 persone di tutte le classi sociali furono accusate di eresia o tradimento. Poiché molti di loro furono processati in contumacia, solo circa 1000 sentenze furono eseguite. Gli altri condannati andarono a vivere all'estero e i loro beni furono confiscati.
Il duca d'Alba istituì un regno del terrore tra quelli che lui considerava nemici del Regime. Quattro giorni prima dell'esecuzione dei conti di Egmont e Hoorn, a Bruxelles ci fu un'esecuzione di massa di nobili minori (tra i quali i tre fratelli Bronckhorst van Batenburg). Specialmente in Olanda una gran parte della ridderschap (nobiltà) era implicata nella Lega dei nobili, quindi molti altri nobili fuggirono all'estero (perdendo i propri possedimenti). Tra di loro c'erano Willem van Treslong (che nel 1572 avrebbe preso Brielle), Gijsbrecht van Duivenvoorde (che sarebbe diventato un famoso difensore nell'assedio di Haarlem nel 1573), Jacob van Duivenvoorde (in seguito famoso difensore di Leida nel 1574) e Willem van Zuylen van Nyevelt (un iconoclasta di Utrecht). Ma anche i membri del patriziato urbano furono perseguitati. L'Avvocato degli Stati di Olanda e Frisia Occidentale, Jacob van den Eynde, fu arrestato ma morì in prigionia prima che il processo terminasse. A Haarlem fu arrestato Dirck Volckertszoon Coornhert, ma questi riuscì a fuggire. Altri, come Jan van Casembroot (di Bruges) e Anthonie van Straelen (di Anversa) furono meno fortunati.
Molte altre persone meno famose furono inghiottite dalle condanne emesse dal Consiglio. Le prime furono 84 abitanti di Valenciennes (che all'epoca faceva ancora parte dei Paesi Bassi) il 4 gennaio 1568, seguiti il 20 febbraio da 95 persone di altri posti nelle Fiandre; il 21 febbraio 25 abitanti di Thielt e 46 di Mechelen e altri ancora. Migliaia di persone in qualche modo collegate alla religione calvinista fuggirono in luoghi più sicuri: tra queste molte famiglie di Amsterdam (Reael, Huydecooper, De Graeff, Bicker, Pauw e Hooft) e di Middelburg (Boreel, Van der Perre, Van Vosbergen) che in seguito diventarono i maggiorenti di quelle città. L'esodo si svolse in due ondate successive: nella primavera del 1567 (prima dell'arrivo del duca d'Alba) e di nuovo, dopo un'altra serie di arresti, nell'inverno del 1567/1568. Il numero totale delle persone coinvolte è stato stimato a 60.000.
Il duca d'Alba sperava che le confische di beni sarebbero diventate un'importante fonte di entrate per la Corona. Filippo invece lo incaricò di pagare nuove pensioni alle persone che avevano servito bene la Corona negli anni precedenti. Inoltre, le famiglie dei condannati non accettarono passivamente le confische. Le camere civili del Consiglio furono inondate di ricorsi relativi alla legalità delle confische. Ciononostante, i ricavi raggiunsero la cifra di mezzo milione di ducati l'anno, secondo una lettera dell'ambasciatore spagnolo in Francia a Filippo (1572).

## Abolizione del Consiglio
Il duca d'Alba fu sostituito da Requesens come governatore generale, ma il Consiglio continuò a funzionare. Comunque diventò sempre più evidente che i suoi procedimenti erano controproducenti come mezzo per combattere la ribellione. Nel 1574 Filippo pertanto autorizzò Requesens ad abolire il Consiglio, se gli Stati Generali avessero fatto adeguate concessioni politiche. Gli Stati Generali promisero di pagare un imponente sussidio e il 7 giugno 1574 il Consiglio fu ufficialmente abolito da Requesens, ma l'abolizione era condizionata al pagamento del sussidio.

### Epilogo
Visto che il sussidio non fu pagato, il Consiglio continuò a esistere per il resto della reggenza di Requesens, però non furono più pronunciate condanne a morte. Alla morte di Requesens, nel maggio del 1576, seguì un vuoto di potere. Il Consiglio di Stato chiese di vedere le direttive e le registrazioni del tribunale. Ma il segretario, De Roda, replicò che non c'erano direttive scritte. Quando gli fu chiesto in che modo il Consiglio avesse provveduto a processare e condannare così tante persone, De Roda rispose che il consiglio non aveva condannato nessuno: tutte le sentenze erano pronunciate dai governatori generali stessi. Il Consiglio tecnicamente aveva solo preparato i documenti istruttori.
Il 4 settembre 1576, le bande rivoluzionarie guidate da Jaques de Glimes, balivo di Brabante, arrestarono i membri del Consiglio di Stato (il governo di Bruxelles). Questo portò alla fine del Consiglio dei Torbidi (che il Consiglio di Stato non aveva osato sciogliere). Sfortunatamente gran parte degli archivi del Consiglio fu distrutta subito dopo, forse perché le sentenze del Consiglio furono annullate in conseguenza dell'amnistia contenuta nella Pacificazione di Gand, sottoscritta poco tempo dopo. Ma, fortunatamente, esistono dei duplicati negli archivi spagnoli. 
I ribelli arrestarono i membri più importanti del Consiglio, come Del Rio (che fu inviato nel quartier generale del principe d'Orange e poi scambiato) e il famigerato Hessels (che fu impiccato dopo un processo sommario dal governo rivoluzionario di Gand). Altri però sfuggirono alla vendetta popolare, come gli spagnoli Vargas e De Roda.